# Ostrow (Cottbus)

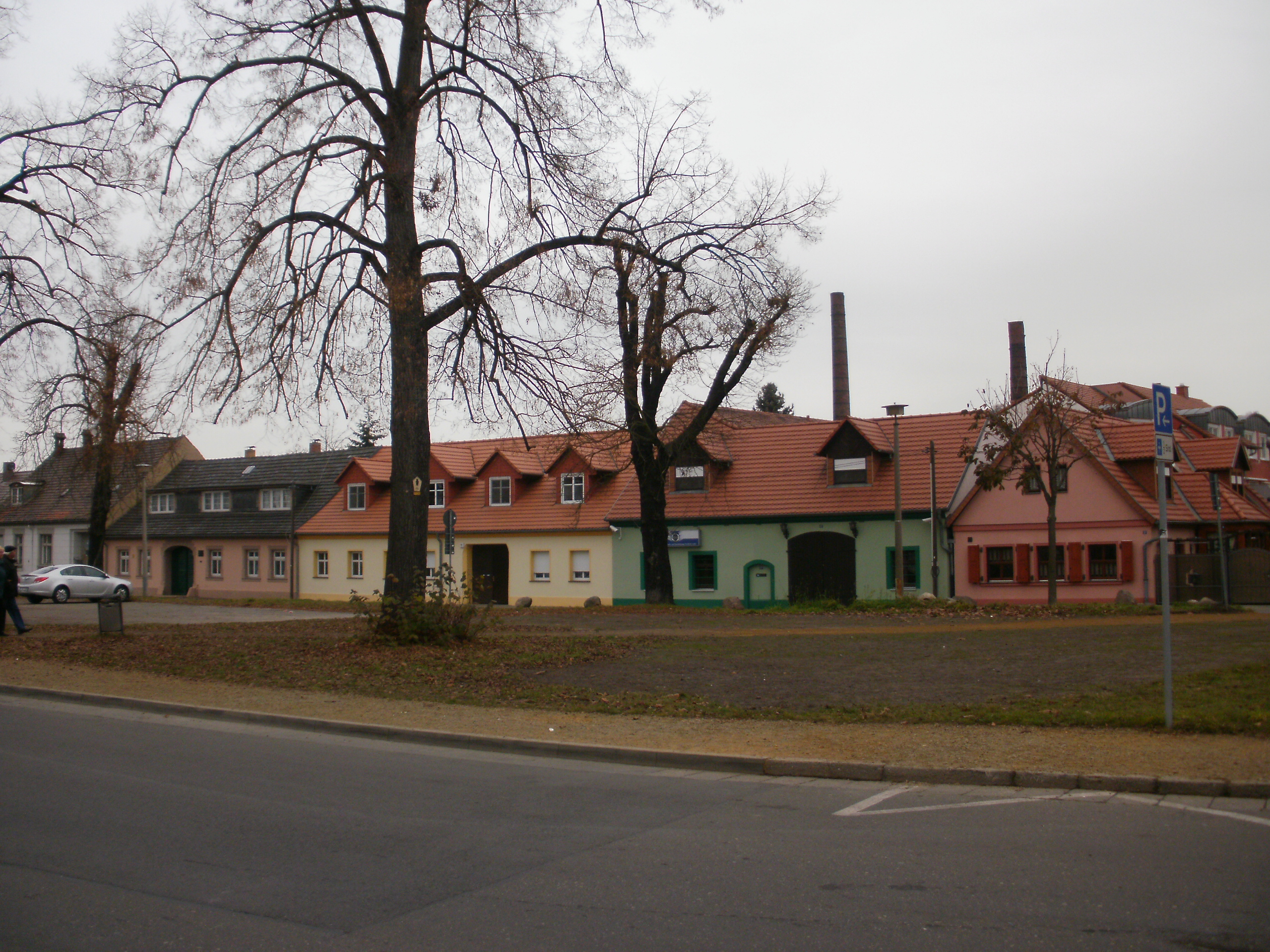
Historische Häuserzeile am Ostrower Platz (2011)

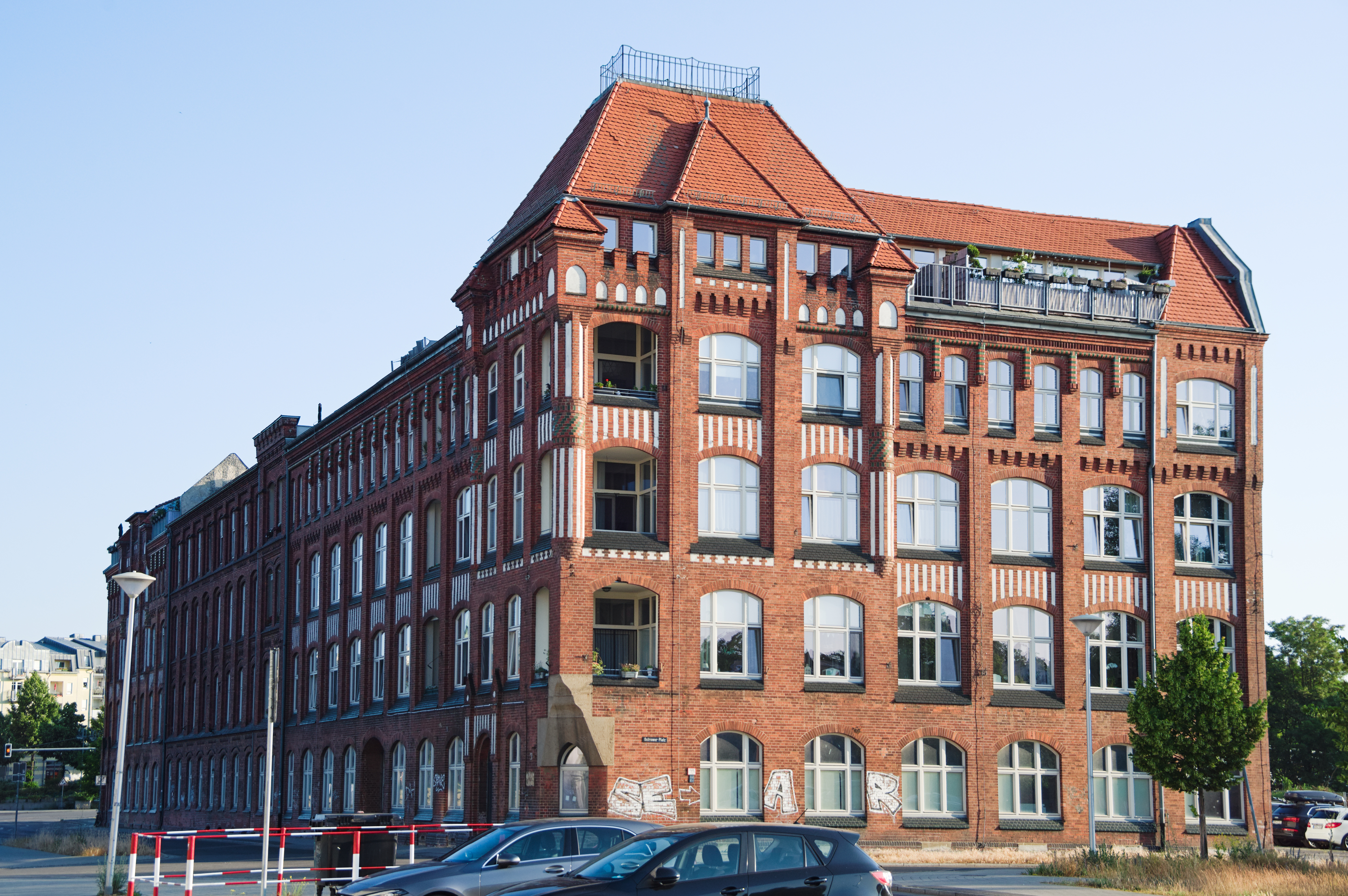
Enke-Fabrik (2023)

Ostrow (niedersorbisch Wótšow) war ein Dorf bei Cottbus. Die frühere Gemeinde wurde 1872 nach Cottbus eingemeindet und ist heute Teil der Innenstadt.

## Lage
Ostrow lag südlich der mittelalterlichen Stadt Cottbus an der Spree. Heute ist das ehemalige Angerdorf am Ostrower Platz noch gut erhalten.

## Name
Ostrow bedeutet im altslawischen und altsorbischen Insel und meinte eine Talsanderhebung im Sumpfgebiet an der Spree.

## Geschichte
1495 wurde Ostro, 1498 Ostrow erwähnt. 1511 wurde eine Kirche Sankt Barbara erwähnt, von der heute keine Reste mehr erhalten sind. In der Siedlung lebten Kossäten und Büdner, wahrscheinlich meist slawischer/niedersorbischer Herkunft. 1635 gab es 35 Hofstellen.
Seit dem späten 19. Jahrhundert wurde Ostrow ein Zentrum der Tuchmacherfabrikation um Cottbus. Seit 1852 entstanden zahlreiche Textilfabriken und mit einigen Fabrikantenvillen. 1872 wurde Ostrow in Cottbus eingemeindet und wurde zum größten Industriestandort der Stadt. Im folgenden Jahr wurde ein Teil des historischen Dorfkerns durch einen Brand zerstört.
In den letzten Jahren entstanden einige neue Wohn- und Geschäftsgebäude in dem Gebiet.